# Waldapfel János
Waldapfel János (Nagyzablát (Trencsén megye), 1866. október 14. – Budapest, 1935. november 5.) bölcseleti doktor, főgimnáziumi tanár, pedagógiai szakíró.

## Élete
Waldapfel Ármin és Deutsch Jozefin fia. 1882-ben tett érettségi vizsgát a trencséni katolikus főgimnáziumban. 1882-87-ben volt a budapesti egyetemnek rendes és 1892-93-ban rendkívüli hallgatója. 1887-89-ben angolból fordítgatott a Magyar Föld című gazdasági lapba. 1889-93-ban a budapesti gyakorló főgimnáziumnak volt rendkívüli tagja. 1893-ban középiskolai tanári oklevelet szerzett. 1894-ben Jénába ment, ahol fél évig az egyetemnek volt rendkívüli hallgatója és az egyetemi pedagógiai szeminárium mellett fennálló gyakorlóiskolában tanított. 1896-ban a budapesti egyetemen bölcseleti doktor lett. 1897-től a budapesti tanárképző-intézeti gyakorló főgimnázium tanára, ahol a pedagógiát és német nyelvet tanította, innen 1924-ben vonult nyugdíjba. Halálát szívizomelfajulás okozta. 
Felesége Weisz Anna volt, akivel 1900. december 25-én Pozsonyban kötött házasságot.
Cikkei az Egyetemes Philologiai Közlönyben (1895. A szünidei tanfolyamok Jénában, 1897. Adalék Fontenellehez, 1898. Arany János «Ősszel» c. költeményéről, 1900. Isten három attributuma az ember tragédiája 1. színében, 1902. Toldi farkaskalandja); a Magyar Paedagogiában (1896. A magyar nyelvű paedagogiai Herbart-irodalom bibliographiája, 1898. Honter János, 1904. Cultur historiai fokozatok Schillernél, 1908. Beőthy Zsolt); az Irodalomtörténeti Közleményekben (1900. Arany «Hegedű»-jéről, 1902. A Zrinyiász XII. és Toldi IV. éneke); a Magyar Nyelvőrben (1904. Arany Toldijának szarvas hasonlatához); a Beőthy-Emlékkönyvben (1908. Az igaz szép és jó alanyi és tárgyi elemei); írt még a Budapesti Szemle (1898. A magyarországi közoktatás története 1740-1773), Tanáregylet Közlönye, Középiskolai Mathematikai Lapok, Zeitschrift für Philosophie und Paedagogik, Reim Encyclopaedisches Handbuch der Pädagogik c. kiadványokba.

## Munkái
- A formális fokozatok elmélete − Magyar Paedagogia, I. évf. 1892, 449−456., 521−534., 577−603. p.
- Tanítók hibái. Írta James L. Hugues. Angolból ford. Bpest, 1893.
- A nemzeti elem gymnasiumaink tantervében és utasításaiban Bpest, 1895.
- Die Pädagogik Bacon's. Langensalza, 1896.
- A házi nevelésről. Bpest, 1896.
- A gymnasiumi tanterv reviziója. Bpest, 1897.
- Adalékok a gymnasiumi oktatás elméletéhez. (Összeállítva a Kármán Mórtól vezetett theoreticumok jegyzőkönyveiből). Bpest, 1898
- Smialovszky és Schwertner. Adalék Trencsénvármegye politikájához. Bpest, 1907.
- Közműveltség és nevelés − (Válogatott dolgozatok, Imre Sándor bevezetésével) − Budapest, 1938.
- Fináczy Ernő és a pedagógiai tudomány − Magyar Paedagogia, XXXIX. évf. 1930, 3−4. sz. 106−113. p. (Fináczy Emlékszám).

Szerkesztette: Magyar Közművelődés 1896. két számát Budapesten. (Ebben cikke: Honpolgári felavatás), Kármán Mór Emlékkönyvét huszonöt éves tanári munkásságának ünnepére. Bpest, 1907. (Volf Györggyel. Ebben cikke: Kármán philosophiai és paedagogiai elmélkedéseinek alapvonásai.).